# Guarene
Guarene es un municipio italiano situado en la provincia de Cuneo, en Piamonte. Tiene una población estimada, a fines de febrero de 2024, de 3538 habitantes.
Integra la asociación I Borghi più Belli d'Italia (Los Pueblos más Bonitos de Italia).

## Evolución demográfica
| Gráfica de evolución demográfica de Guarene entre 1861 y 2024 |
|                                                               |
| Fuente: ISTAT - Elaboración gráfica de Wikipedia              |